# KColorEdit
KColorEdit (KDE Color Palette Editor) je urejevalnik barvnih naborov (t. i. palet) za grafično namizje K Desktop Environment. Lahko se ga uporabi za urejanje palet, izbiranje določenih barv in njihovo shranjevanje. Podpira datotečni zapis za KDE in GIMP.
Datoteke z barvnimi nabori, ki jih nanesti KDE se lahko uporabi za celoten sistem ali le lokalno. V mape z nastavitvami se shranjujejo spremembe palet Barve Oxygena, Lastne barve, Nedavne barve, Spletne barve, Kraljevske barve in 40 barv (ta paleta pripada orodjem Qt). S KColorEditom se lahko te palete odpre in ureja, prav tako pa se da uvažati in izvažati različne tipe zapisa barvnih naborov, na primer *.gpl (za barvne nabore programa GIMP).
KColorEdit spada v modul extragear in se ga v meniju najde pod Aplikacije/Grafika/KDE Graphics, kar pa še ne pomeni da je del paketa kdedegraphics, saj ga avtor izdaja v ločenem razvojnem ciklu.